# Pârâu Crucii
Pârâu Crucii falu Romániában, Maros megyében. Közigazgatásilag Mezőpagocsa községhez tartozik.

## Története
Mezőpagocsa község része. A trianoni békeszerződésig Maros-Torda vármegye Marosi felső járásához tartozott.

## Népessége
2002-ben 131 lakosa volt, ebből 131 román nemzetiségű.

## Vallások
A falu lakói közül 115-en ortodox hitűek.